# Almanach de Gotha

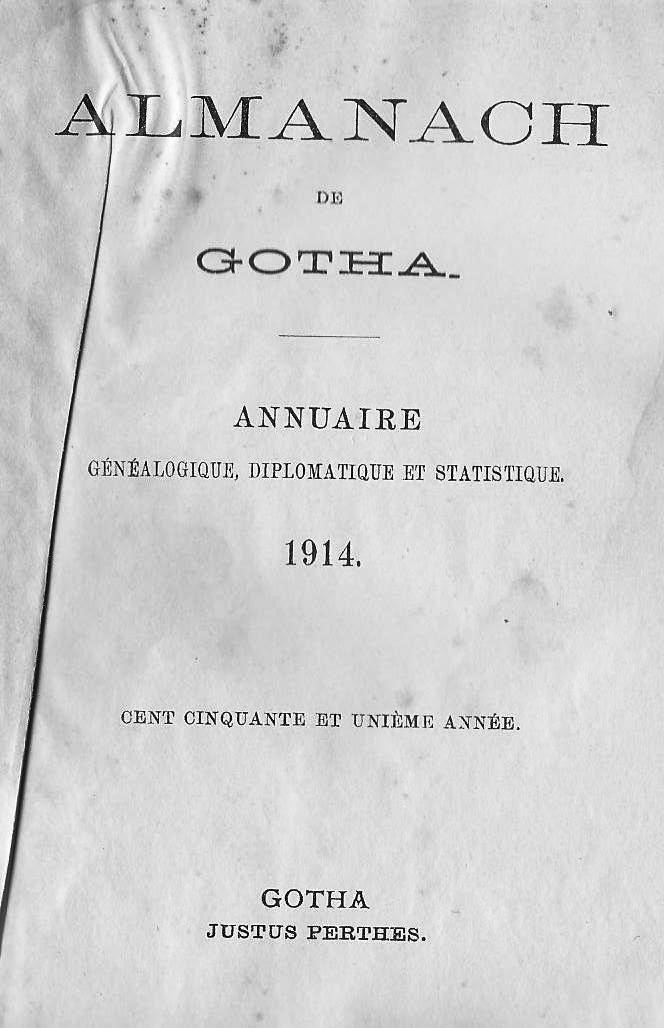
Almanach de Gotha 1914

Almanach de Gotha var en genealogisk och statistisk årsbok som publicerades på franska och/eller tyska 1763–1944 av Justus Perthes firma i Gotha i Tyskland och som publiceras – utan samband med den äldre publikationen – sedan 1998 i London. 
Även den nya kalendern räknas som en vederhäftig[källa behövs] redovisning av Europas nuvarande och förutvarande furste- och kungahus och har fått vederbörligt tillstånd[källa behövs] att använda det gamla hertigdömet Sachsen-Coburg-Gothas vapen. 
Den modernare Genealogisches Handbuch des Adels, GHdA, ges ut av Starkes Verlag i Tyskland och fungerar på det genealogiska fältet som en efterträdare till Almanach de Gotha. Verket är på tyska och utges kontinuerligt. Tyska adelsföreningar använder sig av GHdA.